# 1620
Évszázadok: 16. század – 17. század – 18. század
Évtizedek: 1570-es évek – 1580-as évek – 1590-es évek – 1600-as évek – 1610-es évek – 1620-as évek – 1630-as évek – 1640-es évek – 1650-es évek – 1660-as évek – 1670-es évek
Évek: 1615 – 1616 – 1617 – 1618 –  1619 – 1620 – 1621 – 1622 – 1623 – 1624 – 1625

## Események
- január 8. – A pozsonyi országgyűlés Bethlen Gábort Magyarország fejedelmévé választotta.[1]
- augusztus 22. – Oliver Cromwell és Elizabeth Bourchier esküvője a cripplegate-i Szent Egyed-templomban.[2]
- augusztus 25. – Bethlen Gábort a besztercebányai országgyűlés magyar királlyá választja.[3]
- szeptember 6. – A Mayflower 102 telepessel elindul Pymouthból.[4]
- november 8. – A csehek vereséget szenvednek a Prága melletti fehérhegyi csatában.[5]
- november 10. – A Mayflower elérkezik a mai Cape Cod partvonalához, a telepeseknek alig fele élte túl az utat.[4]

### Határozatlan dátumú események
- az év folyamán – Az első új-angliai puritán gyarmat, Plymouth megalapítása.[6]

## Az év témái

### 1620 az irodalomban
- Megjelenik Szepsi Csombor Márton Europica Varietas-a, az első magyar útleírás.[7]

## Születések
- január 31. – Georg Friedrich von Waldeck brandenburgi herceg és német hadvezér, később hollandiai parancsnok († 1692)
- május 1. – Zrínyi Miklós, költő, hadvezér († 1664)
- november 10. – Ninon de l’Enclos francia származású luxus kurtizán, író és a művészetek pártfogója († 1705)

## Halálozások
- Simon Stevin németalföldi fizikus, mérnök és matematikus (* 1548 vagy 1549)